# Tymoer Maljejev
Tymoer Maljejev (Oekraïens: Тимур Малєєв) (Donetsk, 16 februari 1996) is een Oekraïens voormalig wielrenner.

## Carrière
In 2013 werd Maljejev twaalfde op het Europese kampioenschap tijdrijden voor junioren. Twee maanden later eindigde hij op plek 21 op het wereldkampioenschap.
In 2016 won Maljejev het nationale kampioenschap op de weg voor beloften, door Valerij Taradaj drie seconden voor te blijven. Een week later werd hij, achter Jawhen Sobal, tweede in het eindklassement van de Koers van de Olympische Solidariteit. Het jongerenklassement schreef hij, met een voorsprong van zeventien seconden op zowel Piotr Konwa als Michal Schlegel, wel op zijn naam.
In 2017 werd Maljejev nationaal kampioen tijdrijden bij de beloften. Een jaar later won hij, in dienst van Lviv Cycling Team, de eerste etappe van de Ronde van de Middellandse Zee.

## Overwinningen
2016
 Oekraïens kampioen op de weg, Beloften
Jongerenklassement Koers van de Olympische Solidariteit
2017
 Oekraïens kampioen tijdrijden, Beloften
2018
1e etappe Ronde van de Middellandse Zee

## Ploegen
- 2015 –  ISD Continental Team
- 2016 –  ISD-Jorbi Continental Team
- 2018 –  Lviv Cycling Team
- 2019 –  Lviv Cycling Team

Boedjak · Dzjoes · Hretsjyn · Klepikov · Malejev · Movtsjan · Seliversov · Strohoesj · Vasiljev · Zoebar